# Xenomacrus
Xenomácrus — рід жуків родини Довгоносики (Curculionidae).

## Зовнішній вигляд
Основні ознаки:
- головотрубка трохи звужена до вершини, з двома поздовжніми борозенками;
- 2-й членики джгутика вусиків коротший за 1-й;
- 3-й членик задніх лапок широкий, дволопатевий, з губчастою підошвою і не коротший за 2-й;
- членики черевця знизу мають поперечні ряди голих плям;
- на внутрішньому боці передніх гомілок є гострі зубці[2].

## Спосіб життя
Не вивчений, ймовірно, він типовий для Cleonini.

## Географічне поширення
Ареал роду обмежений Південною Африкою.

## Класифікація
У цьому роді описано щонайменше три види:
- Xenomacrus glacialis (Herbst, 1797)
- Xenomacrus incidosus  (Chevrolat, 1873)
- Xenomacrus quadrimaculatus (Pering)